# Benedetto Zalone
Benedetto Zalone, noto anche come Zalone da Cento (Pieve di Cento, 1595 – 1644), è stato un pittore italiano del periodo Barocco.

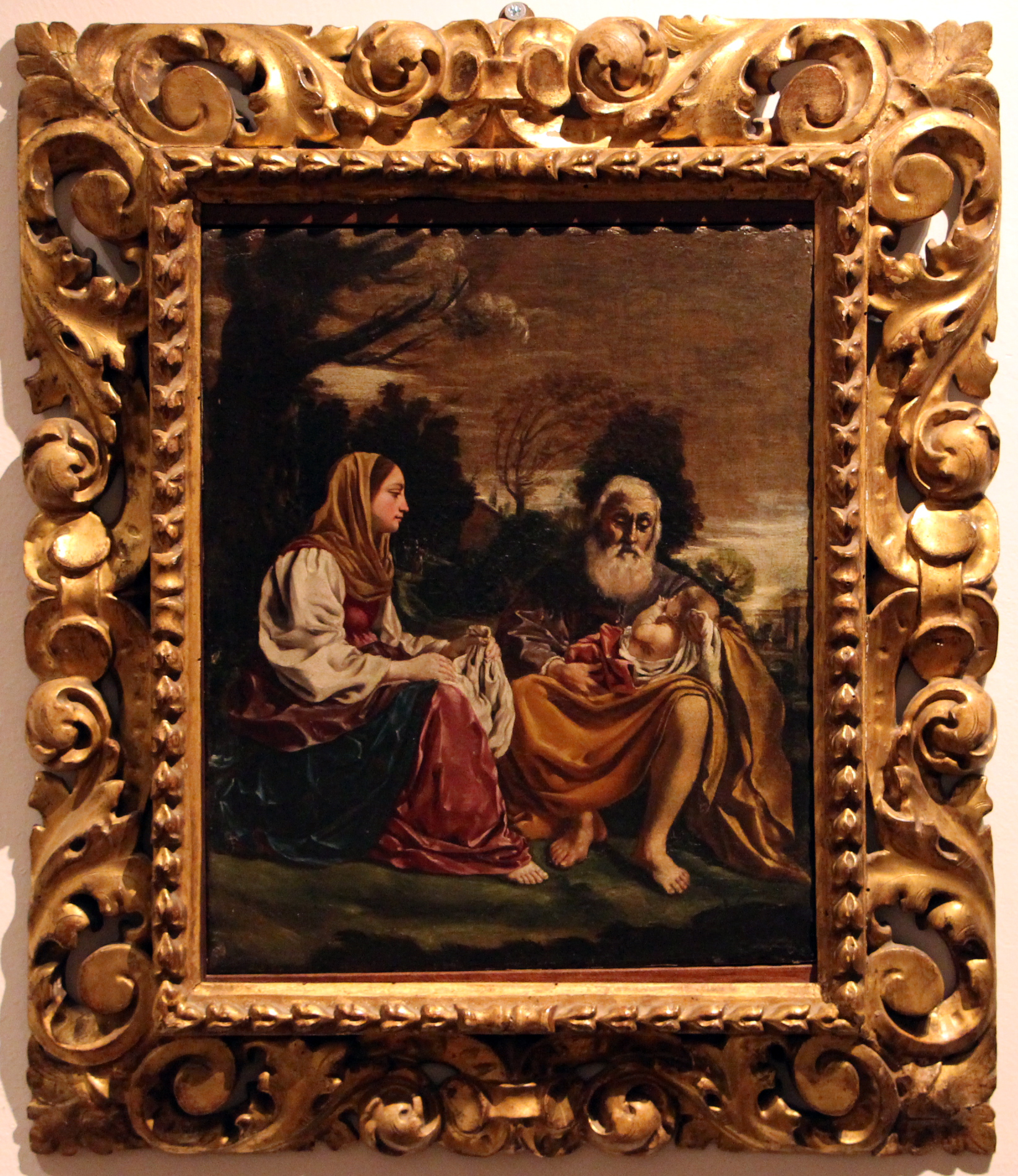
Riposo durante la fuga in Egitto, Fondazione Cavallini Sgarbi

Dipinse soprattutto soggetti religiosi. Fu allievo del Guercino. Lavorò principalmente a Roma e a Cento, dove dipinse un San Matteo e la Vergine per la chiesa di Sant'Agostino. Dipinse anche un San Gregorio con i Santi per la basilica di San Pietro.
Alcune sue opere sono conservate nella pinacoteca di Pieve di Cento.